# 溫柔時光
溫柔時光（優しい時間），是2005年富士電視台春季檔日劇，由倉本聰編劇，寺尾聰主演，主要的共演者有二宮和也、長澤雅美（長澤まさみ）、大竹忍（大竹しのぶ）等人。故事的背景在北海道的富良野以及美瑛。

## 劇情概要
原本是在紐約任職的湧井勇吉（寺尾聰），在妻子（大竹忍）去世後，辭去工作，到妻子的故鄉富良野，開了一家名叫「森之時計」的咖啡廳。咖啡廳是妻子一直以來的願望，她希望開一間讓客人可以自己手磨咖啡的店。
勇吉妻子是因為兒子拓郎（二宮和也）的駕駛失誤而死去，當時拓郎加入暴走族，所以勇吉一時無法接受這樣的拓郎，父子關係降至冰點。拓郎對父親感到愧疚，在父親移居富良野之後，拓郎瞞著父親，在臨近富良野的美瑛町，拜皆空窯的師傅學習陶藝。
勇吉最初很寂寞，心情很壞，然而經過一年多，與咖啡廳各色各樣的客人交談，他的心境得到平靜了，開始重新思考自己與兒子的關係。拓郎則非常努力的修業，得到師傅的認可，最終兩人的關係得到改善。